# Jairo Flores
Jairo Joaquín Flores Divas, couramment appelé Jairo Flores, né le 22 mai 1975 à Guatemala, est un homme politique guatémaltèque. Il est élu député depuis 2012.
Député élu pour l'Union nationale de l'espérance entre 2012 et 2021, il rallie la scission de centre-gauche ou attrape-tout, le nouveau parti VOS.

## Biographie

### Études et parcours politique
Jairo Flores est né le 22 mai 1975 à Guatemala. Il obtient une licence en Administration des affaires à l'Université de San Carlos et obtient ensuite un master en Économie, spécialisé en négociations internationale à l'Université Mariano Gálvez du Guatemala (es) en 2008.

#### Élu député en 2012
Lors des élections législatives de septembre 2011 (es), il est élu sur la Liste nationale de la coalition législative entre l'UNE et GANA.

#### Réélu député en 2015 et 2019
Lors des élections législatives de septembre 2015, il est réélu avec l'UNE, dans la circonscription de la ville de Guatemala. Lors des élections législatives de 2019, il est réélu.

#### Scission avec UNE et ralliement à VOS, réélection en 2023
En octobre 2021, après le retour de Sandra Torres en tant que secrétaire général du parti Volonté, opportunité et solidarité, il est l'un des membres du parti qui décident de le quitter.
Après avoir rallié le parti Volonté, opportunité et solidarité, il rejoint le Groupe parlementaire d'Opposition (GPO) au Congrès, crée en novembre 2021. Le groupe s'oppose à Sandra Torres et au président Alejandro Giammattei.
Lors des élections législatives de juin 2023, il est réélu député dans la circonscription de la ville de Guatemala, cette fois-ci avec VOS.
En 2024, à la suite de l'élection de quatre députés avec le parti Volonté, opportunité et solidarité, il est élu et annoncé en tant que président du groupe au Congrès le 9 janvier 2024.